# 1060-1069
De jaren 1060-1069 (van de christelijke jaartelling) zijn een decennium in de 11e eeuw.

## Belangrijke gebeurtenissen

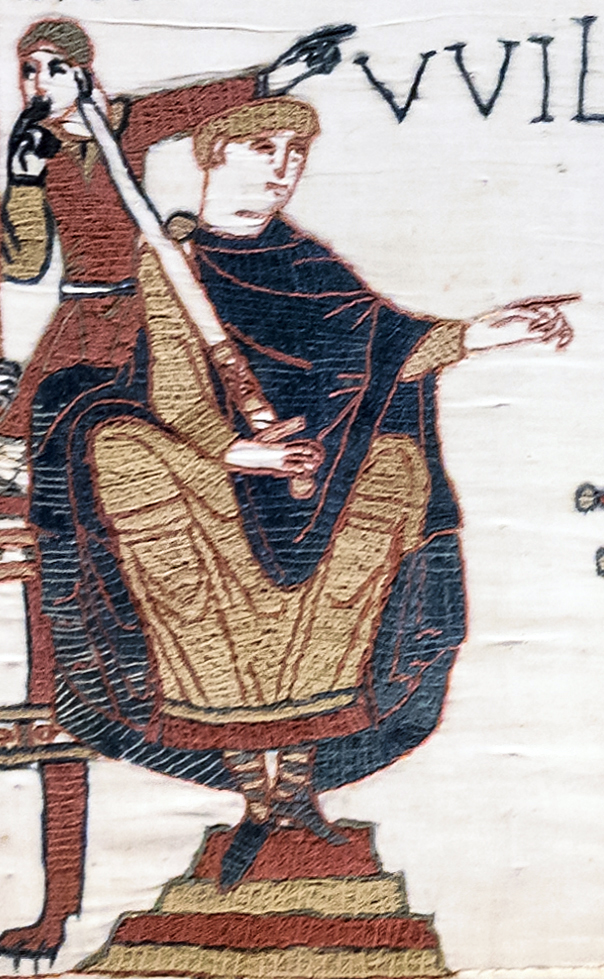
Willem de Veroveraar

### Frankrijk
- 1060 : Koning Hendrik I van Frankrijk sterft, zijn achtjarige zoon Filips wordt opgevoed door zijn oom Boudewijn V van Vlaanderen. Een poging van Rudolf IV van Vexin, om de macht naar zich toe te trekken door the huwen met de weduwe van Hendrik, Anna van Kiev, mislukt.
- 1067 : Boudewijn V van Vlaanderen sterft, Filips wordt als meerderjarig beschouwd.

### Heilig Roomse Rijk
- 1062 : Staatsgreep van Kaiserswerth. Keizer Hendrik IV wordt ontvoerd. Aartsbisschop van Keulen Anno II grijpt de macht.

### Iberisch Schiereiland
- 1063 : Paus Alexander II, in nauwe samenwerking met abt Hugo van Cluny, pleiten voor de Reconquista. Rodrigo Díaz de Vivar, bijgenaamd El Cid, speelt daarin in het begin een hoofdrol.
- 1065 : Oorlog tussen de Drie Sancho's. Ferdinand I van León sterft, zijn zoon Sancho II volgt hem op. De discussie betreft de regio Bureba en La Rioja in handen van zijn oom García III van Navarra. De zoon van García III, Sancho IV van Navarra krijgt hulp van Sancho I van Aragón.
- 1067 : Sancho I en Sancho IV worden echter verslagen door koning Sancho II van Castilië, die naast Bureba en La Rioja ook de stad Álava verovert.

### Byzantijnse Rijk
- 1064 : Een vredesverdrag tussen keizer Constantijn X Doukas, leider van de Seltsjoeken, Alp Arslan en Bagrat IV van Georgië wordt afgerond met een dubbelhuwelijk. Een nicht van Bagrat huwt met Alp Arslan en zijn dochter Maria van Alanië trouwt met de zoon van Constantijn, Michaël VII Doukas.
- 1067 : Keizer Constantijn X sterft, generaal Romanos IV Diogenes huwt met zijn weduwe Eudokia Makrembolitissa en wordt zo keizer. De broer van Constantijn, Johannes Doukas verzet zich hier tegen.

### Engeland
- 1066 : Koning Eduard de Belijder sterft kinderloos. Zijn zwager Harold II Godwinson volgt hem op.
- 1066 : Slag bij Stamford Bridge. Koning Harald III van Noorwegen, die er niet in geslaagd is Denemarken te veroveren, valt met de broer van Harold, Tostig Godwinson, Engeland binnen. Harald en Tostig sneuvelen.
- 1066 : Slag bij Hastings. Willem de Veroveraar verovert Engeland.

### Noord-Afrika
- In Egypte begint een tijdperk van honger en burgertwisten dat tot 1073 zal duren.
- 1062 : Sultan Yusuf ibn Tashfin van de Almoraviden sticht Marrakesh, een van de 4 beroemde Marokkaanse koningssteden.

## Heersers

### Europa
- Lage Landen
  - Midden-Friesland: Egbert I van Meißen (1057-1068), Egbert II van Meißen (1068-1090)
  - West-Frisia: Floris I (1049-1061), Dirk V (1061-1091)
  - Wassenberg/Gelre: Diederik I Flamens (1058-1082)
  - Henegouwen: Richilde (1051-1070)
  - Limburg: Udo (?-1078)
  - Neder-Lotharingen: Frederik van Luxemburg (1046-1065), Godfried II (1065-1069), Godfried III (1069-1076
  - Leuven: Hendrik II (1054-1079)
  - Luik: Dietwin (1048-1075)
  - Luxemburg: Koenraad I (1059-1086)
  - Namen: Albrecht II (1031-1063), Albrecht III (1063-1102)
  - Utrecht: Willem van Gelre (1054-1076)
  - Vlaanderen: Boudewijn V (1035-1067), Boudewijn VI (1067-1070)
  - Zutphen: Godschalk van Zutphen (?-1064), Otto II (1064-1113)

- Duitsland (Heilige Roomse Rijk): Hendrik IV (1056-1105)
  - Bar: Sophia (1033-1093)
  - Beieren: Agnes van Poitou (1055-1061), Otto II van Northeim (1061-1070)
  - Bohemen: Spythiněv II (1055-1061), Vratislav II (1061-1092)
  - paltsgraafschap Bourgondië: Willem I (1057-1087)
  - Gulikgouw: Gerard II (1029-1081)
  - Istrië: Ulrich I van Weimar (1045-1070)
  - Karinthië: Koenraad III (1056-1061), Berthold van Zähringen (1061-1077)
  - Kleef: Rutger II (1050-1075)
  - Opper-Lotharingen: Gerard (1048-1070)
  - Meißen: Willem IV van Weimar (1046-1062), Otto I van Weimar (1062-1067), Egbert I (1067-1068), Egbert II (1068-1088)
  - Noordmark: Lothar Udo II (1057-1082)
  - Oostenrijk: Ernst de Strijdbare (1055-1075)
  - Saksen: Ordulf (1059-1072), Magnus (1072-1106)
  - Weimar-Orlamünde: Willem IV (1039-1062), Otto I (1062-1067), Ulrich I (1067-1070)
  - Zwaben: Rudolf van Rheinfelden (1057-1079)

- Frankrijk: Hendrik I (1031-1060), Filips I (1060-1108)
  - Angoulême: Fulco (1048-1089)
  - Anjou: Godfried II (1040-1060), Godfried III (1060-1068), Fulco IV (1068-1109)
  - Aquitanië: Willem VIII (1058-1086)
  - Armagnac: Bernard II (1011-1063), Gerold II (1063-1095)
  - Blois en Dunois: Theobald III (1037-1089)
  - Boulogne: Eustaas II (1049-1088)
  - hertogdom Bourgondië: Robert I (1031-1076)
  - Chalon: Theobald (1039-1065), Hugo II (1065-1078)
  - Champagne en Meaux: Odo II (1047-1066), Theobald III van Blois (1066-1089)
  - Chiny: Lodewijk II (1025-ca. 1066), Arnold I (ca. 1066-1106)
  - Dammartin: Odo (1037-1061), Hugo I (1061-1103)
  - Eu: Robert I (?-ca. 1092)
  - Foix: Rogier I (1034-1064), Rogier II (1064-1124)
  - Gascogne: Bernard II van Armagnac (1039-1062), Willem VIII van Aquitanië (1063-1086)
  - Mâcon: Godfried (1049-1065), Gwijde II (1065-1078)
  - Maine: Herbert II (1051-1062), Wouter III van Vexin (1062-1063), Robert Curthose (1063-1069), Hugo V van Este (1069-1093)
  - La Marche: Adelbert II (1047-1088)
  - Nevers en Auxerre: Willem I (1040-1098)
  - Normandië: Willem de Veroveraar (1035-1087)
  - Penthièvre: Odo I (1035-1079)
  - Ponthieu: Gwijde I (1053-1100)
  - Provence: Godfried I (1018-1062), Emma (1037-1062), Bertrand I (1062-1065) en Godfried II (1062-1067), Bertrand II (1065-1093)
  - Saint-Pol: Rogier (?-1067), Hugo I (1067-1070)
  - Soissons: Adelheid (1057-1105)
  - Toulouse: Pons (1037-1060), Willem IV (1061-1094)
  - Valois - Rudolf IV (1038-1074)
  - Vendôme: Fulco (1056-1066), Burchard III (1066-1085)
  - Vermandois: Herbert IV (1045-1080)
  - Vexin en Amiens: Wouter III (1035-1063), Rudolf IV van Valois (1063-1074)

- Iberisch schiereiland:
  - Aragon: Ramiro I (1035-1063), Sancho I (1063-1094)
  - Barcelona: Raymond Berengarius I (1035-1076)
  - Castilië: Ferdinand I van Leon (1037-1065), Sancho II (1065-1072)
  - Galicië: Ferdinand I van Leon (1037-1065), Garcia I (1065-1071)
  - Leon: Ferdinand I (1037-1065), Alfons VI (1065-1109)
  - Navarra: Garcia III (1035-1054), Sancho IV (1054-1076)
  - Portugal: Mendo Nunes (1028-1050), Nuno Mendes (1050-1071)
  - Toledo: Al-Ma'mun (1043-1075)
  - Valencia: Abd al-Aziz al-Mansur (1021-1061), Abd al-Malik ibn Abd al-Aziz al-Muzzaffar (1061-1065)

- Britse eilanden
  - Engeland: Eduard de Belijder (1042-1066), Harold II (1066) Edgar Ætheling (1066), Willem de Veroveraar (1066-1087)
  - Deheubarth: Gruffydd ap Llywelyn (1055-1063), Maredudd ab Owain (1063-1072)
  - Gwynedd en Powys: Gruffydd ap Llywelyn (1039-1063), Bleddyn ap Cynfyn (1063-1075)
  - Schotland: Malcolm III (1058-1093)

- Italië
  - Apulië - Robert Guiscard (1059-1085)
  - Benevento: Pandulf III (1054-1060), Landulf VI (1054-1077), Pandulf IV (1056-1074)
  - Monferrato: Otto II (1044-1084)
  - Napels: Sergius V (1050-1082)
  - Savoye: Otto (?-1060), Peter I (1060-1078)
  - Sicilië: Amin Asrih (1053-1069)
  - Toscane: Beatrix van Lotharingen (1055-1076)
  - Venetië (doge): Domenico I Contarini (1043-1071)
  - Verona: Koenraad III van Karinthië (1056-1061), Herman van Baden (1061-1074)

- Scandinavië
  - Denemarken: Sven II (1047-1076)
  - Noorwegen: Harald III (1047-1066), Magnus II (1066-1069), Olaf III (1067-1093)
  - Zweden: Emund (1050-1060), Stenkil (1060-1066), Erik VII (1066-1067), Erik VIII (1066-1067), Halsten (1067-1070)

- Balkan
  - Byzantijnse Rijk: Constantijn X (1059-1067), Romanos IV (1068-1071)
  - Dioclitië: Mihailo Vojislavljević (1052-1081)
  - Kroatië: Peter Krešimir IV (1058-1074)

- Bretagne: Conan II (1040-1066), Havise (1066-1072)
- Hongarije: Andreas I (1047-1061), Bela I (1061-1063), Salomo (1063-1074)
- Kiev: Izjaslav I (1054-1078)
- Polen: Boleslaw II (1058-1079)

### Azië
- China (Song): Renzong (1022-1063), Yingzong (1063-1067), Shenzong (1067-1085)
  - Liao: Daozong (1055-1101)
  - Westelijke Xia: Yizong (1048-1068), Huizong (1068-1086)
- Georgië: Bagrat IV (1027-1072)
- Ghaznaviden (Perzië): Ibrahim (1059-1099)
- India
  - Chola: Rajendra II (1054-1063), Virarajendra (1063-1070)
- Japan: Go-Reizei (1045-1068), Go-Sanjo (1068-1073)
- Khmer-rijk (Cambodja): Udayadityavarman II (1050-1066), Harshavarman III (1066-1080)
- Korea (Goryeo): Munjong (1046-1083)
- Seltsjoeken: Togrul Beg (1037-1063), Alp Arslan (1063-1072)
- Vietnam: Ly Thanh Tong (1054-1072)

### Afrika
- Almoraviden (Marokko): Abu Bakr ibn Umar (1055-1071)
- Fatimiden (Egypte): Abu Tamil Ma'ad al-Mustansir (1036-1094)
- Maghrawaden (Fez): Fotoh ibn Donas (1059-1062), Ajissa ibn Donas (1059-1061), Muanneser (1065), Temim (1067-1068)
- Ziriden (Tunesië): al-Muizz ibn Badis (1016-1062), Tamim ibn al-Mu'izz (1062-1108)

### Religie
- paus: Nicolaas II (1058-1061), Alexander II (1061-1073)
  - tegenpaus: Honorius II (1061-1072)
- patriarch van Alexandrië (Grieks): Alexander II (1059-1062), Johannes VI (1062-ca.1100)
- patriarch van Alexandrië (koptisch): Christodolus (1047-1077)
- patriarch van Antiochië (Grieks): Johannes VI (1051-1062), Aemilianus (1062-1075)
- patriarch van Antiochië (Syrisch): Athanasius V (1058-1063), Johannes IX bar Shushan (1063-1073)
- patriarch van Constantinopel: Constantijn III Lichoudas (1059-1063), Johannes VIII Xifilinus (1064-1075)
- katholikos-patriarch van Geheel Georgië: Giorgi III Taoeli (1055-1065), Gabriel III Safareli (1065-1080)
- kalifaat van Bagdad (Abbasiden): Al-Qa'im I (1031-1075)

- aartsbisdom Bremen-Hamburg: Adalbert I (1043-1072)
- aartsbisdom Canterbury: Stigand (1052-1070)
- aartsbisdom Keulen: Anno II (1056-1075)
- aartsbisdom Maagdenburg: Engelhard (1052-1063), Werner van Steutzlingen (1064-1078)
- aartsbisdom Reims: Gervais de Belleme (1055-1067), Manasses I (1069-1080)
- aartsbisdom Trier: Everhard (1047-1066), Kuno van Pfullingen (1066), Udo van Nellenburg (1066-1078)

<< · 1060 · 1061 · 1062 · 1063 · 1064 · 1065 · 1066 · 1067 · 1068 · 1069 · >>
<< · 1000-1009 · 1010-1019 · 1020-1029 · 1030-1039 · 1040-1049 · 1050-1059 · 1060-1069 · 1070-1079 · 1080-1089 · 1090-1099 · >>